# Hans von Ahlefeldt († 1500)
Hans von Ahlefeldt (* um 1450 in Törning; † 17. Februar 1500 in der Schlacht bei Hemmingstedt) war Ritter, Herr auf Haseldorf, Haselau, Seegaard bei Kliplev und Seestermühe.

## Leben
Hans von Ahlefeldt wurde erstmals im Jahr 1475 genannt. Im Jahre 1482 war er im Gefolge des Königs Johann in Hamburg, um die Leistung der Erbhuldigung zu fordern. 1490 besiegelte er den Teilungsbrief zwischen dem König Johann und dem Herzog Friedrich. 1494 kaufte er die ehemalige Burg der Ritter von Haseldorf mit Bishorst und etwas später die Haseldorfer Marsch vom König Johann für 30.000 Mark und löste alle von seinem ältern Bruder Benedikt verpfändeten Güter wieder ein. 1500 fiel er als einer der obersten Heerführer in der Schlacht bei Hemmingstedt. In dieser Schlacht fielen mit ihm elf Ritter aus dem Haus der Ahlefeldts, unter ihnen war auch Benedikt von Ahlefeldt (1440–1500). Seine Gemahlin war Adelheit von Bülow aus dem Hause Marnitz, mit ihr hatte er fünf Kinder. Sein Urenkel Hans war einer der Befehlshaber des dänisch-holsteinischen Heeres, das in der letzten Fehde 1559 Dithmarschen schließlich unterwerfen konnte.